# Moncada-Kaserne
Die Moncada-Kaserne in Santiago de Cuba ist ein nationales Denkmal der kubanischen Revolution. Sie ist benannt nach dem General des kubanischen Unabhängigkeitskampfes gegen Spanien 1868–1898, General Guillermo Moncada.
Im Jahr 1953 eröffnete Fidel Castro hier symbolträchtig den Kampf gegen das von den USA unterstützte Batista-Regime mit einem Sturm auf die Kaserne. Der Angriff scheiterte und führte zu einer Gefängnisstrafe für Castro. Letztendlich endete der Kampf aber am 1. Januar 1959 mit der Flucht des Diktators Fulgencio Batista aus Kuba siegreich für die Revolutionäre.
Noch heute wird der Tag des Angriffs auf die Moncada-Kaserne, der 26. Juli, als offizieller Beginn der kubanischen Revolution als Nationalfeiertag in Kuba geradezu zelebriert. Die Einschusslöcher in der Fassade von 1953 werden sorgsam gepflegt und sind noch heute gut sichtbar.

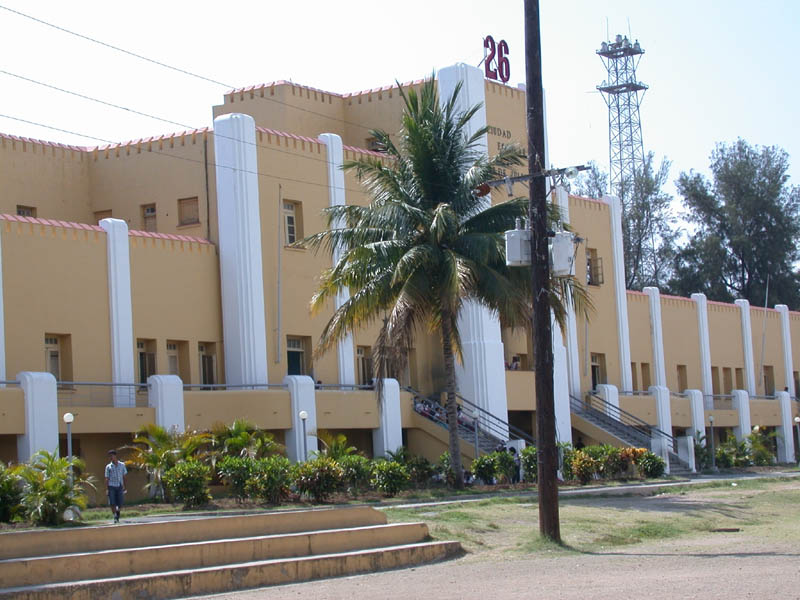
Die Moncada-Kaserne vom ehemaligen Exerzierplatz aus gesehen

Das Gebäude wird heute als Schule genutzt und verfügt über weiträumig angelegte Sportplätze. Für die Öffentlichkeit ist ein Museum eingerichtet, in dem die Geschichte der kubanischen Revolution dargestellt ist.

## Sturm auf die Moncada-Kaserne 1953
Am 10. März 1952, drei Monate vor den geplanten Parlamentswahlen und Präsidentschaftswahlen, putschte sich der ehemalige Staatspräsident Fulgencio Batista durch einen Militärputsch zurück an die Macht. Die Verfassung wurde außer Kraft gesetzt und Kubas politisches System in eine Diktatur verwandelt, wenngleich Batista die Fassade einer gewisse politischen Legitimation und Ordnung aufrechterhielt. Die angesetzten Wahlen wurden zunächst auf das kommende Jahr, dann auf 1954, verschoben und letztlich ganz abgesagt.
Der junge Rechtsanwalt Fidel Castro, der für die Orthodoxe Partei kandidierte, fasste unter Berufung auf das in der Verfassung verankerte Widerstandsrecht den Plan eines Angriffs auf die Moncada-Kaserne in Santiago de Cuba sowie die Kaserne „Carlos Manuel de Céspedes“ in Bayamo, nachdem seine Klage wegen Verfassungsbruchs nicht erfolgreich und somit der Rechtsweg ausgeschöpft war. Am 26. Juli 1953 versammelte Fidel Castro seine Mitstreiter um sich. 135 Männer und Frauen – insbesondere aus Kreisen der Orthodoxen Partei – sollten die Moncada-Kaserne mit rund 400 schwer bewaffneten Soldaten stürmen. Das Ziel war zunächst, sich mit Waffen für den weiteren Kampf gegen das Regime des Diktators Batista zu versorgen. Castro rechnete damit, dass die Truppen aufgrund der Karnevalsfeiern müde sein würden.
Der Versuch scheiterte, machte Fidel Castro aber landesweit bekannt. Batistas Truppen machten in den folgenden Tagen Jagd auf die Überlebenden, um sich für ihre 19 von den Angreifern getöteten Kameraden zu rächen. Viele der Verhafteten wurden sofort erschossen; für die seitdem von Fidel Castro und der offiziellen kubanischen Geschichtsschreibung behaupteten Folterungen gibt es jedoch eben so wenig Belege wie für die von Anhängern Batistas verbreiteten Behauptungen, Angreifer hätten bei der Einnahme des gegenüber der Kaserne gelegenen Krankenhauses mehrere Patienten in ihren Betten getötet. Zusätzlich zu den unmittelbar im Gefecht gestorbenen sechs Angreifern wurden 55 später getötet. Santiagos Erzbischof Enrique Pérez Serantes forderte ein Ende des Massakers und erreichte, dass die Rebellen vor ein ordentliches Gericht gestellt wurden. Dies rettete wahrscheinlich Fidel Castro, der kurze Zeit später zusammen mit sieben anderen Mitkämpfern in seinem Versteck aufgespürt wurde, das Leben.
Ab dem 16. Oktober 1953 fand die öffentliche Gerichtsverhandlung in Santiago de Cuba statt, im Gegensatz zum Wunsch der Militärs vor einem zivilen Gericht. Auf Grundlage der bestehenden Gesetze wurden die Angreifer zu Freiheitsstrafen ab sieben Monaten verurteilt: die meisten erhielten Freiheitsstrafen von zehn Jahren, Fidels Bruder Raúl erhielt 13 Jahre. 19 Angreifer wurden freigesprochen, 48 hatten fliehen können. Castro wurde als Hauptverantwortlicher für die Tötungen zu 15 Jahren Zuchthaus auf der Isla de Pinos (heute Isla de la Juventud) verurteilt. Seine Verteidigungsrede, in der Castro das Batista-Regime anklagte, eine Wiedereinsetzung der demokratischen Verfassung von 1940 verlangte und ein umfassendes sozialreformatorisches Programm vorstellte, baute er während der Haft zu einem politischen Manifest aus, das unter dem Titel des Schlusssatzes „Die Geschichte wird mich freisprechen!“ (¡La historia me absolverá!) von Unterstützern im ganzen Land verbreitet wurde. Nach einer massiven politischen Kampagne zur Freilassung der Aufständischen erließ Batista nach den Wahlen von 1954 im Mai 1955 eine Generalamnestie für alle politischen Gefangenen, die auch für die Angreifer auf die Moncada-Kaserne galt. So kamen die Moncadistas im Mai 1955 nach weniger als zwei Jahren Haft wieder frei.

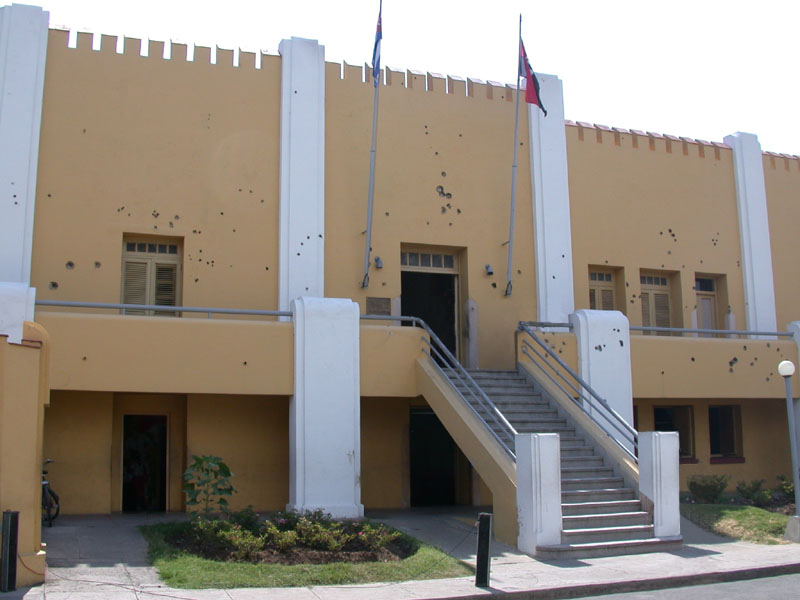
Eingang zum Museum mit rekonstruierten Einschusslöchern

## Politische Auswirkungen
Noch auf Kuba reorganisierten sich die Anhänger der revolutionären Bewegung um Fidel Castro bereits am 12. Juni 1955 als Bewegung des 26. Juli (M-26-7). Die Strategie war der bewaffnete Kampf durch kleine geheime Zellen im Untergrund, die über das ganze Land verstreut waren. Fidel Castro wurde aber nach seiner Haftentlassung aus Kuba ausgewiesen, worauf er zusammen mit seinem Bruder Raúl nach Mexiko ins Exil ging, wo er am 7. Juli 1955 ankam. Am 2. Dezember 1956 kehrten Fidel und Raúl Castro zusammen mit Che Guevara und weiteren 82 Revolutionären auf der Yacht Granma nach Kuba zurück. Der zweite Versuch, Batista zu stürzen, war erfolgreich.